# The Script
A The Script egy ír együttes, ami Dublinban alakult 2001-ben. Tagjai Danny O'Donoghue, Mark Sheehan és Glen Power. 2008 augusztusában adták ki debütáló albumukat, Angliában és hazájukban is megszerezték a lemezeladási listák első helyét. A korongon olyan dalok kaptak még helyet, mint a The Man Who Can't Be Moved, a Breakeven és a Before the Worst. 2009-ben színpadra léphettek a Take That, a U2 és Paul McCartney koncertjein is.Az album Írországban és az Egyesült Királyságban első helyen szerepelt az eladási listákon. Második albumukat, a Science & Faith című albumot 2010 szeptemberében dobták piacra, ezen a For the First Time és a Nothing is hallható, ez az album is sikeres volt, hiszen szintén első lett Írországban és az Egyesült Királyságban, valamint harmadik helyezést ért el az amerikai Billboard 200-on. Harmadik albumuk, ami a #3 nevet viseli, első lett Írország listáin és második az Egyesült Királyságban.
Zenéjüket olyan népszerű műsorokban hallhattuk, mint például a 90210, a The Hills, a Szellemekkel suttogó, a Waterloo Road, az EastEnders, a Made in Chelsea és a Vámpírnaplók.

## Történetük
1996-ban O'Donoghue és Sheehan tagjai lettek egy MyTown nevű zenekarnak. Az akkor még koreográfusként dolgozó Mark Sheehan és az ír tv show világából ismert Paul Walker együttest szerettek volna alapítani, de úgy érezték, valami még hiányzik a sikerhez. Ekkor csatlakozott a duóhoz Terry Daly, majd utolsóként Danny. A négy fiú elkezdett dalokat írni, majd 2000-ben megjelentették első nagylemezüket MyTown néven. Az album nem hozta meg a várt sikert a tagoknak, így 2001-ben elváltak útjaik. A MyTown feloszlása után Danny O'Donoghue és Mark Sheehan együtt maradtak, és más előadók számára írtak dalokat. Később találkoztak Glen Power dobossal, és elhatározták, létrehoznak egy zenekart The Script néven.

## Díjak és elismerések
- 2008 – World Music Awards – az eladási listákon legjobban szerepelt ír együttes díja
- 2009 – Meteor Ireland Music Awards – legjobb ír zenekar díja
- 2009 – Meteor Ireland Music Awards – legjobb album díja (The Script)
- 2010 – Meteor Ireland Music Awards – legjobb élő produkció díja